# Philipp Grünne
Philipp (Filip) hrabě Grünne (Philipp Graf Grünne von Pinchard) (4. listopadu 1833, Vídeň – 25. března 1902, Dobersberg) byl rakousko-uherský generál. Od šestnácti let sloužil v c.k. armádě a dosáhl nejvyšších hodností, kariéru zakončil jako velitel v Praze (1889–1899). Byl rytířem Řádu zlatého rouna.

## Životopis

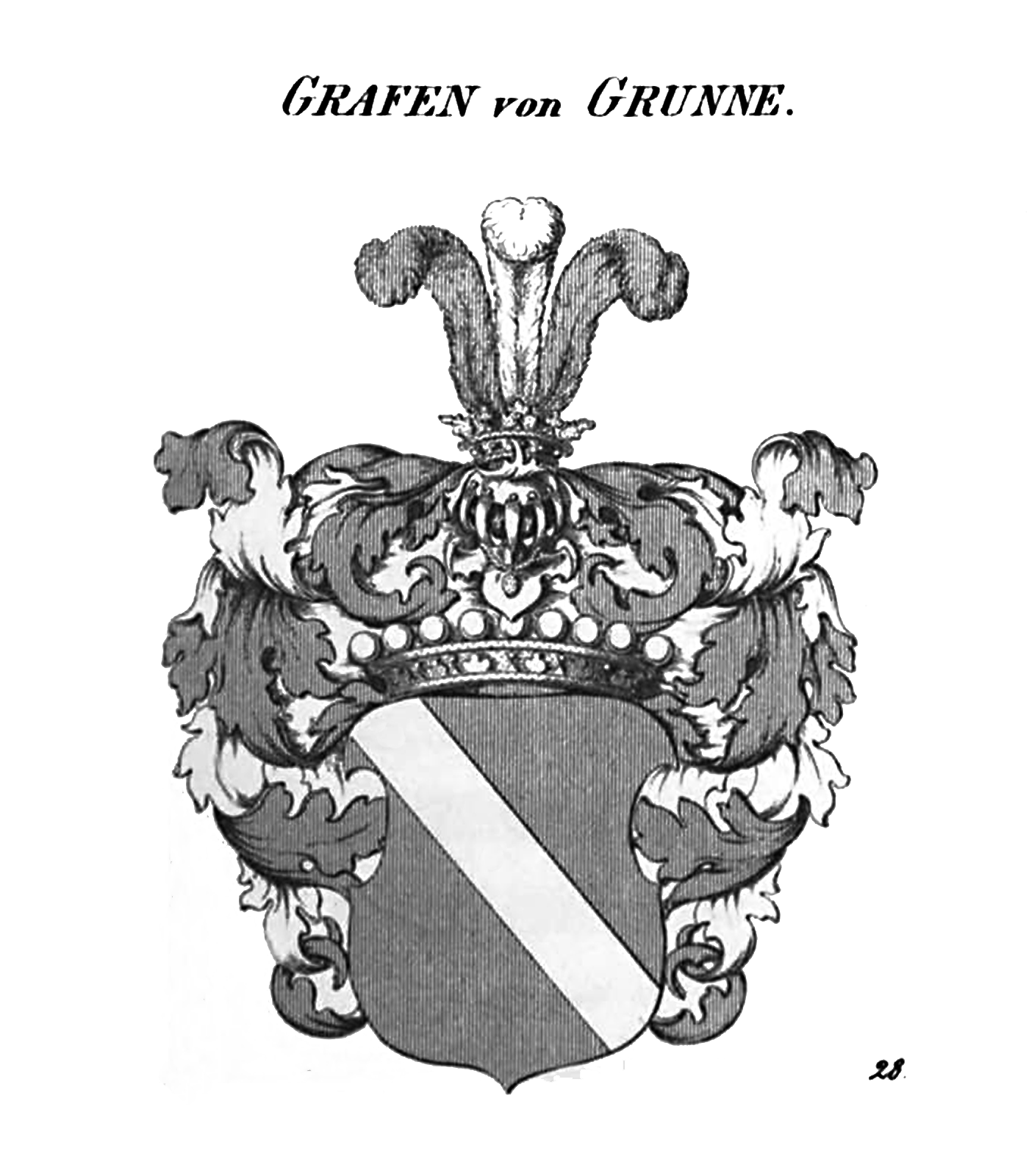
Erb rodu Grünne

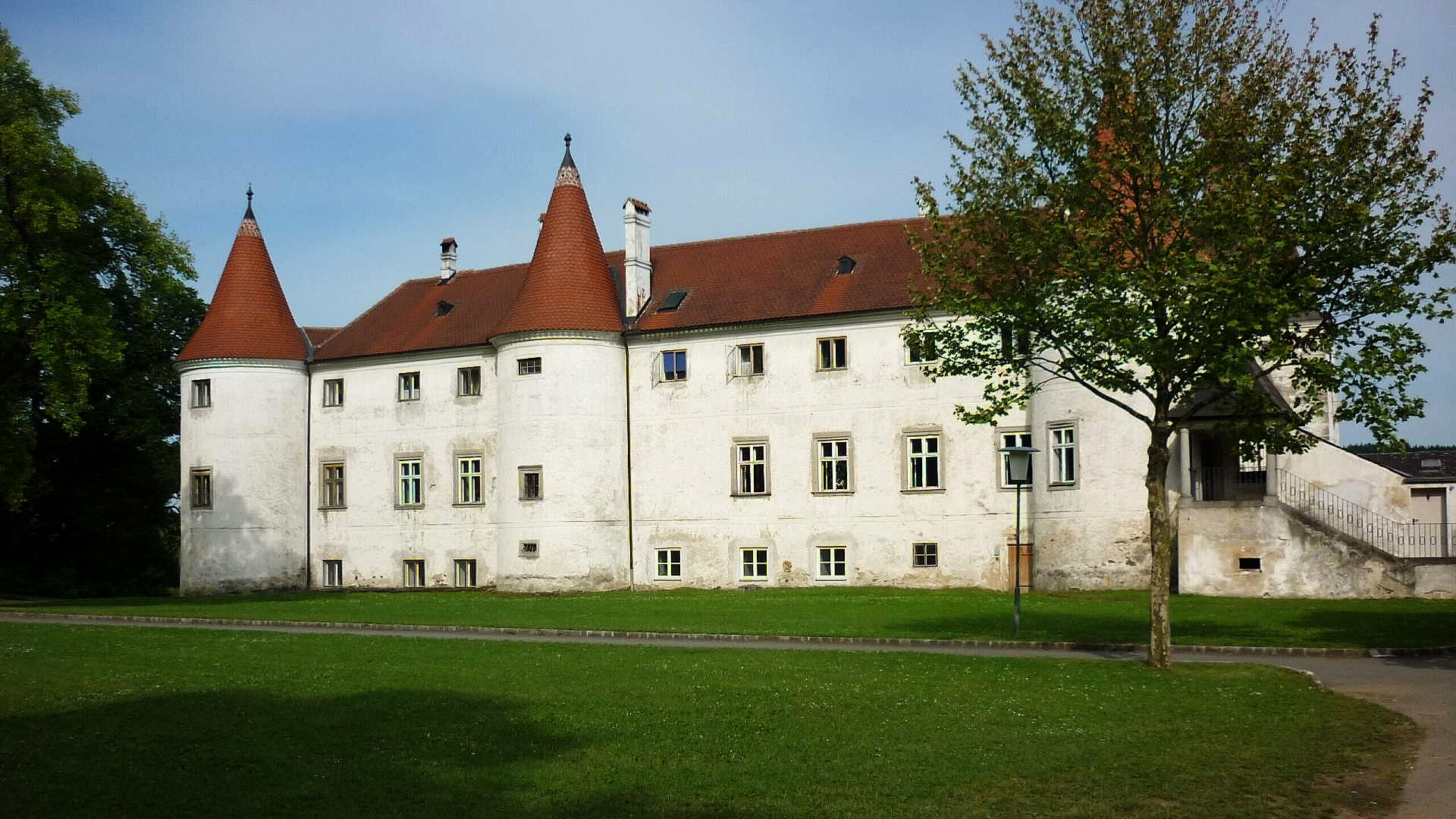
Zámek Dobersberg

Pocházel ze šlechtického rodu nizozemského původu, který od 18. století působil ve službách Habsburků. Narodil se ve Vídni jako nejstarší ze tří synů císařského generálního pobočníka Karla Ludwiga Grünna (1808–1884) a jeho manželky Karolíny Trauttmansdorffové (1808–1886). Studoval na Tereziánské vojenské akademii ve Vídni a do armády vstoupil jako kadet v roce 1850, již o dva roky později byl poručíkem. V hodnosti rytmistra byl v roce 1859 přidělen ke štábu arcivévody Albrechta a od roku 1860 byl jeho pobočníkem. Během prusko-rakouské války v roce 1866 bojoval v Tyrolsku a téhož roku dosáhl hodnosti podplukovníka. Od roku 1870 byl jako plukovník velitelem pěšího pluku č. 26,. V roce 1877 dosáhl hodnosti generálmajora a stal se velitelem 6. pěší brigády v Salzburgu. Jako polním podmaršál (1882) byl následně velitelem 26. pěší divize v Košicích, později převzal velení 19. pěší divize v Plzni. V letech 1888–1889 byl velitelem pevnosti Josefov, respektive 9. armádního sboru a v roce 1889 dosáhl hodnosti c. k. polního zbrojmistra. Nakonec byl v letech 1889–1899 byl velitelem 8. armádního sboru v Praze, respektive vrchním velitelem v celých Čechách. V roce 1899 odešel do výslužby a zbytek života strávil na zámku Dobersberg v Dolním Rakousku, který jeho rodu patřil od roku 1802.
V roce 1878 se v Praze oženil s hraběnkou Klotyldou Thun-Hohensteinovou (1854–1934), dcerou Josefa Osvalda I. Thun-Hohensteina z klášterecké rodové větve. Klotylda byla později c. k. palácovou dámou a dámou Řádu hvězdového kříže. V Praze se později narodili i oba jejich synové Filip Osvald (1889–1917) a Rudolf Ferdinand (*1891).

## Tituly a ocenění
V roce 1857 byl jmenován c. k. komořím a jako velitel armádního sboru obdržel titul c. k. tajného rady s nárokem na oslovení Excelence (1889). Od roku 1887 byl čestným majitelem pěšího pluku č. 43. Za účast ve válkách získal Vojenský záslužný kříž s válečnou dekorací a Řád železné koruny III. třídy s válečnou dekorací. Jako velitel armádního sboru se později stal nositelem Řádu železné koruny I. třídy. Několik vyznamenání získal také od zahraničních panovníků, byl nositelem velkokříže pruského Řádu červené orlice, ruského Řádu sv. Anny I. třídy, velkokříže papežského Řehoře Velikého a saského Albrechtova řádu. V roce 1892 se stal rytířem Řádu zlatého rouna.